# Recipiente web
Recipiente web, ou web container, também conhecido como Servlet container, é o componente de um servidor web que interage com servlets Java. Um recipiente web é responsável por gerenciar o ciclo de vida de servlets, mapear uma URL para um servlet particular e garantir que o requisitante da URL possua os direitos de acesso corretos. Um recipiente web implementa o contrato de componente web da arquitetura Java EE, especificando um ambiente de tempo de execução para componentes web que inclui segurança, concorrência, gerenciamento de ciclo de vida, transação, implantação e outros serviços. Um recipiente web fornece os mesmos serviços que um recipiente JSP bem como uma visão associada das APIs da plataforma Java EE.
Exemplos de recipientes são:
- Servidor de Aplicações Java da Sun
- Servidor Web Java da Sun
- Tomcat para Java Web Services Development Pack.